# William Prout
William Prout, född den 15 januari 1785 i Horton, Gloucestershire, död den 9 april 1850 i London, var en engelsk kemist och läkare. 
Prout var ledamot av Royal Society i London. Han formulerade Prouts hypotes.

## Priser och utmärkelser
- 1827 Copleymedaljen